# Mycetobia pseudogemella
Mycetobia pseudogemella är en tvåvingeart som beskrevs av Boris Mamaev 1987. Mycetobia pseudogemella ingår i släktet Mycetobia och familjen fönstermyggor. Inga underarter finns listade i Catalogue of Life.